# Hypotacha nigristria
Hypotacha nigristria är en fjärilsart som beskrevs av George Francis Hampson 1902. Hypotacha nigristria ingår i släktet Hypotacha och familjen nattflyn. Inga underarter finns listade i Catalogue of Life.